# Mus terricolor
Mus terricolor (Миша землиста) — вид роду мишей (Mus).

## Поширення
Країни поширення: Бангладеш, Індія, Непал, Пакистан, введений: Індонезія.

## Екологія
Імовірно мешкає в найрізноманітніших місцях проживання.